# Triops cancriformis
Triops cancriformis (Bosc, 1801) è un crostaceo appartenente alla classe dei Branchiopoda è presente in Europa, Asia e Africa.
È la specie più comune del genere Triops, in cattività raggiunge le dimensioni massime di 6 cm, mentre in natura può raggiungere gli 11 cm di lunghezza.
Questa specie è considerata una delle specie viventi più antiche del pianeta, risalente a circa 200 milioni di anni, infatti dagli studi sui fossili, risalenti al Triassico superiore, risultano essere sostanzialmente in linea con i membri moderni.